# Голод (роман)
«Го́лод» (норв. Sult) — перший роман норвезького письменника Кнута Гамсуна, повне видання якого з'явилось у 1890 році. Цей невеликий твір, що містить численні автобіографічні деталі, приніс письменнику європейську популярність. На думку норвезького письменника Яна Х'єрстада, це «перший твір у світовій літературі, де самосвідомість є головним героєм».

## Історія створення

### Гамсун у 1880-х
На початку 1882 року Гамсун відплив з Бремергафена до США, маючи при собі рекомендаційні листи від відомого письменника Б'єрнстьєрне Б'єрнсона, майбутнього лауреата Нобелівської премії з літератури. Пропрацювавши деякий час на фермах східного узбережжя, він незабаром з'являється в будинку письменника норвезького походження Расмуса Андерсона (1846—1936) в Медісоні, штат Вісконсин. Потім, як випливає з листів Гамсуна, він на певний час оселився в сусідній Елрой, де жив його старший брат Пер. У цей період майбутній письменник взяв псевдонім «Knut Hamsun» і попросив своїх родичів надсилати йому листи на це ім'я, вказуючи додатково в дужках його справжнє ім'я «Knut Pedersen». За півтора року, проведені в Елрої, Гамсун працював на фермі, потім клерком в різних магазинах, а на вечірніх заняттях з місцевим учителем Джонсоном вивчав англійську мову. Коли Джонсон відкрив дров'яний склад у Маделії, Міннесота, Гамсун перебрався туди. У Маделії у нього з'явився час для письменницьких експериментів. Там же він познайомився з поетом і унітаріанським священиком Крістофером Янсоном (1841—1917), який запропонував Гамсуну вступити до нього секретарем. Хоча Гамсун не відчував особливої схильності до релігії, він охоче скористався цією можливістю залишити фізичну працю. На посаді секретаря Янсена, Гамсун отримав можливість приділяти багато часу читанню. Іноді йому доводилося підміняти Янсона і читати проповіді, про які Расмус Андерсен відгукнувся як про «безглузду і незв'язну маячню, нагромадження слів, які сипалися з нього як горох з мішка».

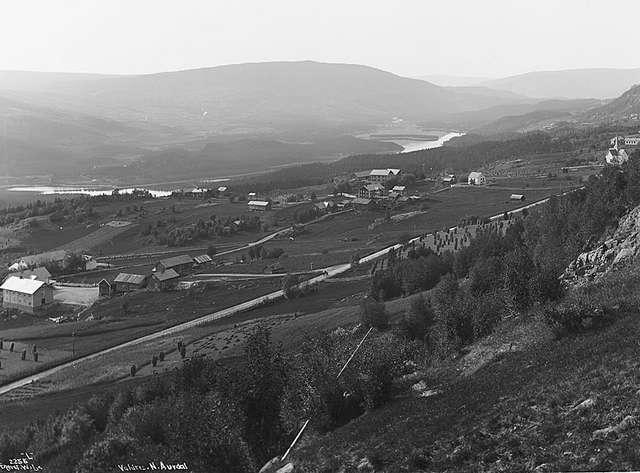
Панорама Аурдаля у 1890 році.

Приблизно через рік стало зрозуміло, що Гамсуна більше цікавить література, ніж богослов'я. Розставання було неминучим, проте його прискорила серйозна хвороба, яка була діагностована як туберкульоз, але виявилася бронхітом. За свідченням Андерсона, котрий був свідком важкого стану письменника, він розкаявся у своєму відступі від лютеранства і вирішив повернутися до Норвегії щоб померти на батьківщині. Друзі скинулися на квиток, і Гамсун відплив з Нью-Йорка. Зміна клімату і морське повітря зробили диво, і до Норвегії Гамсун прибув практично здоровим. Восени 1885 року в Крістіанії він познайомився з редактором газети Dagbladet Ларсом Гольстом. Надалі, завершуючи процес одужання, Гамсун близько року провів у невеликому містечку Аурдал, де працював листоношею. В цей період він почав писати для газет оповідання в стилі Ібсена і Золя, замітки про американське життя і культуру.
В серпні 1886 року він знову вирішив вирушити до Сполучених Штатів, щоб заробити грошей, оселитися в Норвегії і займатися літературою. Початковий намір влаштуватися в США кореспондентом однієї з норвезьких газет незабаром довелося залишити. Відомо, що наприкінці 1886 року Гамсун працював кондуктором в Чикаго, однак був звільнений через нездатність запам'ятати зупинки і виконувати свої обов'язки. Потім він перебрався в Міннеаполіс, де знову включився в життя норвезької діаспори. На урочистостях на честь Дня Конституції Норвегії 17 травня 1887 року він прочитав лекцію про витоки цього свята. На початку літа у пошуках роботи Гамсун переїхав до долини Ред-Рівер, Північна Дакота. Точно не відомо, на яких фермах він працював, але його листи до Янсона цього періоду сповнені мальовничих вражень від прерій, нескінченних полів пшениці, відвідувань індіанських вігвамів. Восени 1887 року він повертається в Міннеаполіс до Янсона, який дав можливість молодому літератору виступати з лекціями про сучасну літературу. Пізніше Гамсун дуже низько оцінював ці свої виступи. Перед тим, як остаточно повернутися на батьківщину влітку 1888 року, Гамсун встиг виступити з публічною промовою проти американських звичаїв, з яких найбільше Гамсуну були антипатичні релігійність і патріотизм. Ці ідеї згодом були розвинені памфлеті «Духовне життя Америки», який вийшов у 1898 році.

### Публікація
У листопаді 1888 року в другому (передостанньому) номері копенгагенського журналу Ny Jord («Нова земля») був анонімно надрукований уривок з «Голоду», викликавши жваву дискусію про те, хто міг бути його автором. Основним кандидатом в автори назвали Арне Гарборга, відомого своїми творами, що описують побут бідних сільських студентів в Крістіанії. Незабаром норвезька газета Verdens Gang розкрила таємницю особистості автора, помилково вказавши, що він проживає в Америці. Гамсун, який хотів зберегти інкогніто до закінчення роботи над романом, раптово став знаменитим і бажаним гостем у літературних салонах. Студентська асоціація Копенгагена запросила його виступити з лекціями про Америку, а знаменитий критик Георг Брандес удостоїв своєї похвали. З'ясувалося, що це молодший брат останнього, Евард Брандес, «відкрив» нового талановитого письменника і переконав видавця Ny Jord опублікувати уривок.
В результаті Гамсун вирішив допрацювати свої лекції і випустити їх у вигляді книги, що призвело до затримки публікації «Голоду». Повна версія роману вийшла лише у 1890 році.

## Сюжет
Безіменний герой, від імені якого ведеться розповідь, — злиденний молодий чоловік, який намагається заробити написанням статей в газети. Грошей, які він отримує за одну замітку, вистачає тільки на кілька днів, а продавати частіше однієї на тиждень йому не вдається, оскільки теми, які він обирає, занадто складні для масового читача. Цілими днями він поневіряється столицею в пошуках прожитку, шокуючи оточуючих своєю поведінкою, неадекватною від недоїдання. Він змушений поступово продати всі свої речі, однак навіть отримавши невелику суму грошей, необхідну йому, щоб не померти від голоду, він може віддати її першому зустрічному волоцюзі, що вразив його своєю злиденністю. На вулицях міста він зустрічає дивних людей і веде з ними дивні розмови, обговорюючи дивні теми, наприклад, електричний молитовник, винайдений перським міністром. Він вигадує нові слова — слово «Кубоа», «яке має величезне значення для граматики».
Одна з думок, що постійно переслідують героя, — еротична фантазія про прекрасну, що живе в замку Ілаялі; з нею він ототожнює жінок, яких зустрічає. Незважаючи на складні обставини герой не зраджує своїм принципам — він не може писати погані тексти і зненавидіти суспільство. Коли він зовсім зневіряється і виходу, здавалося, вже немає, він випадково потрапляє на пристань і наймається юнгою на російський корабель, що відбуває в далеке плавання.

## Композиція і задум

### Структура і жанрова приналежність
Звертаючись до Георга Брандеса, Кнут Гамсун говорив, що мав намір досліджувати в романі «живу людську душу», яка привернула його увагу надзвичайною «вразливістю і рухливістю», для чого йому знадобилося принести в жертву традиції колишнього роману. За його словами, він писав «не роман, але книгу», в якій немає місця банальним літературним прийомам. Там немає «жодних письменницьких вигадок: балів, весіль, прогулянок на природі тощо» Письменник запропонував називати твір «серією аналізів» душевного стану героя. Гамсун погодився із зауваженням Брандеса, що твір не є романом у загальноприйнятому розумінні цього слова. Сам письменник ніколи не вживав термін «роман» по відношенню до «Голоду», воліючи називати його «книга» або «стаття», а кожну з його чотирьох частин «п'єсою».

### Місце і час дії

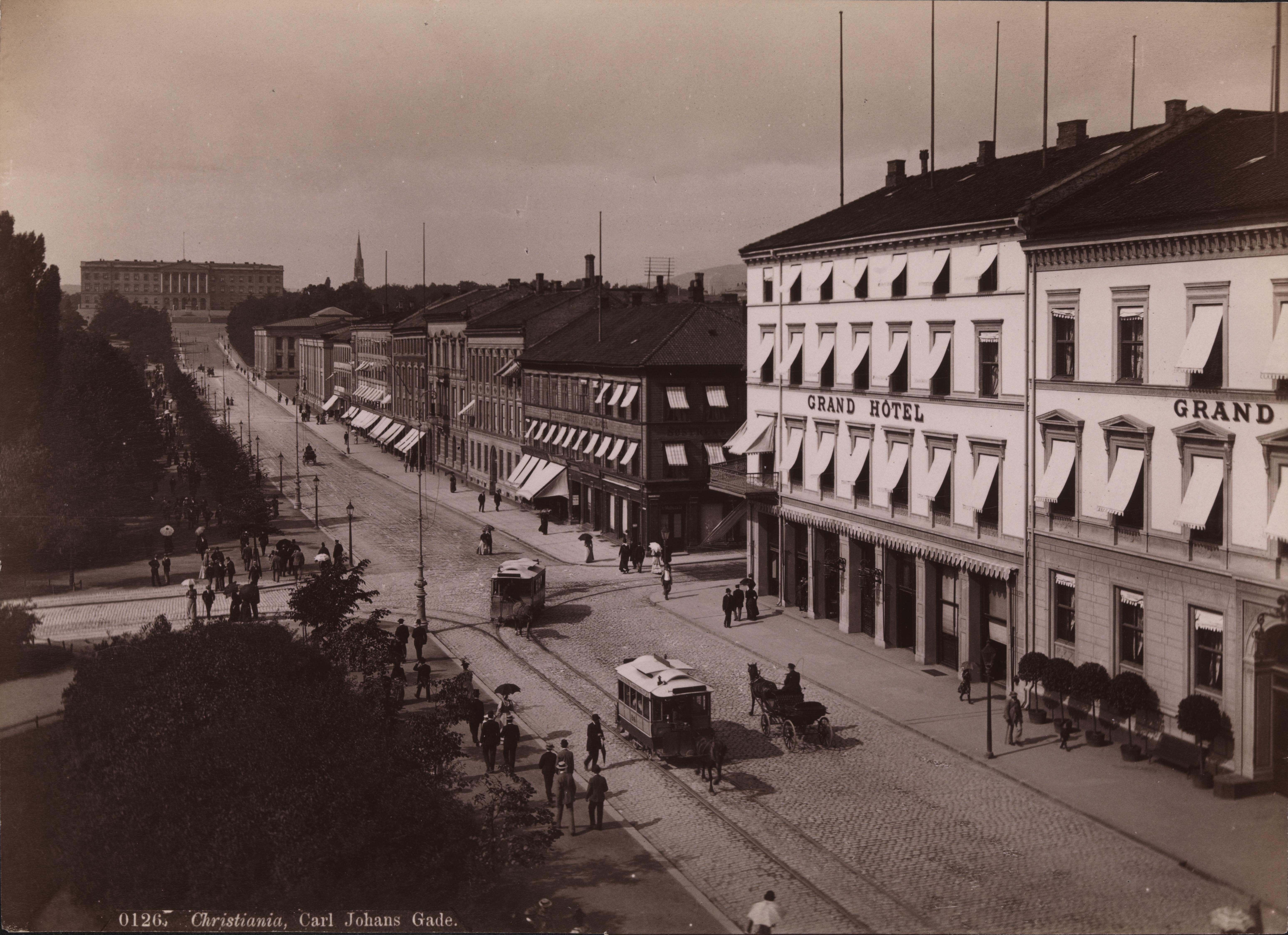
Безлюдні вулиці Кристіанії, 1880-і роки.

У першій публікації 1888 року роман починався фразою «Це було два роки тому …». Таким чином, час дії роману можна умовно зіставити з 1886 роком — роком, коли Гамсун вдруге змушений був залишити батьківщину і виїхати в Америку через перспективу голоду. У повному виданні роману Гамсун відмовився від подібних автобіографічних відсилань. Проте, зображуючи сумне становище свого головного персонажа, письменник багато в чому звертався до власного досвіду. У листі до одного свого американського кореспондента він писав так: «Все, про що я пишу в „Голоді“, пережито мною тут — і ще чимало гіршого». Але вважати роман повністю автобіографічним не можна, оскільки завдання автора — дати узагальнений приклад дегуманізації суспільних відносин. І цю дегуманізацію Гамсун не намагався спрощено пояснити її соціальної обумовленістю.
Після вказівки в першій фразі на те, що дія роману відбувається в Кристіанії, з твору зникають ознаки місця і часу дії. Біограф Гамсуна Р. Фергюсон охарактеризував роман як моторошно і хвилююче позачасовий, також роман часто сприймається дослідниками як «позапросторовий», оскільки ознаки Кристіанії як конкретного міста і столиці Норвегії практично не зустрічаються. В листі до Е. Брандеса, написаному в процесі написання роману, Гамсун ділиться своїм планом написати книгу не для норвежців, а «для людських істот, якщо такі знайдуться». Незважаючи на те, що у творі іноді зустрічаються досить докладні вказівки топографічного характеру, насправді з них не можна зробити розумні висновки про переміщення по місту головного героя. На думку американського дослідника норвезької літератури М. Сандберга, для опису міста, по якому блукає герой роману, визначальними стали американські враження Гамсуна. Якраз в цей час, у 1880-х роках в США та Англії на вулицях великих міст стали широко поширюватися рекламні оголошення, натомість в Кристіанії цей процес перебував лише в зародковій стадії. Працюючи протягом декількох місяців кондуктором в Чикаго Гамсун отримав унікальний для свого часу досвід постійного спостереження бурхливого життя мегаполісу. Ці враження, ймовірно, були для Гамсуна не менш важливими, ніж робота над його першим романом, оскільки після повернення 1888 року до Копенгагена і видання першої частини «Голоду», він на певний час присвятив себе написанню серії нарисів з американського життя. І якщо Р. Фергюсон вважає, що ця перерва був відволіканням від справжньої справи, М. Сандберг знаходить надзвичайно примітним те, що роман починається сценою читання героєм рекламних оголошень.

### Головний герой

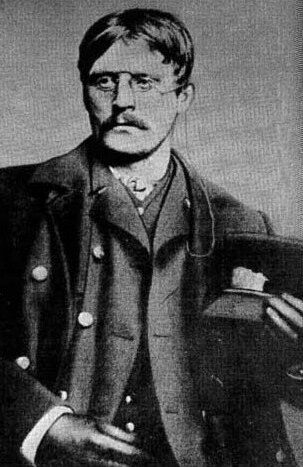
Кнут Гамсун в формі кондуктора чиказького кінного трамваю

У своєму романі письменник вивчає внутрішній світ самотньої людини, навколишній світ для якої здебільшого ворожий. Традиційний сюжет відсутній. Події зовнішнього життя подаються читачеві переломленими крізь свідомість героя, і ця свідомість належить людині нескінченно складній і суперечливій. Герой постає ніби у трьох іпостасях. Його багатоликість підкреслена тим, що автор постійно чергує сьогодення і минулий час при описуючи події, що відбуваються в житті головного персонажа. В заключному варіанті перша фраза «Голоду» звучить так: «Це було в ті дні, коли я блукав голодний по Христианії …» Оповідач таким чином розповідає про своє життя з деякою дистанцією: він і головний персонаж, і сторонній спостерігач в одній особі. Але Гамсуна не задовольняє така двоплановість. Думки його героя зайняті питанням щодо того, як він виглядає зі сторони. Тому така багатовимірність показує героя як зовні, так і зсередини, а також той образ, який він хоче створити перед зовнішнім світом.
Будучи людиною слабкою, вразливою, невпевненою у собі, його герой, проте, намагається грати роль благополучної людини на шкоду собі: щедро віддає останні гроші бідняку не з великодушності, а щоб показатися йому багатієм; він відмовляється від безкоштовного сніданку, будучи абсолютно голодним, щоб не зруйнувати тим самим у оточуючих образ благополучного журналіста тощо. Цей прийом багатоплановості дозволив Гамсуну передати складний і суперечливий внутрішній світ головного героя. Оповідання роману гранично суб'єктивне. Можна лише здогадуватися про те, що герой роману ще молодий, що в минулому його життя було щасливішим, але імені молодої людини читачі так і не дізнаються. За непрямими згадкам можна здогадуватися про видатний літературний талант героя, про його багату творчу фантазію.
Композиція роману фрагментарна. Всю розповідь розбито на чотири періоди життя, розділені невизначеними часовими паузами. У ці періоди тяжке становище молодої людини поступово посилюється, доходить до піку відчаю і завершується певною проміжною щасливою розв'язкою — герой отримує недовгий перепочинок, після якого його становище поступово знову стає безнадійним. Лише наприкінці четвертого епізоду герой стає більш активним і приймає рішення влаштуватися на роботу, далеку від його творчих прагнень. Йому вдається рішучим чином змінити ситуацію, але про результати цієї зміни читачеві нічого не відомо.
Над усіма подіями роману панує почуття голоду його головного героя, почуття постійне й нестерпне. Це почуття виписано автором в найдрібніших деталях і з майже фізіологічними подробицями. Голод героя стає психологічним мотивом його вчинків, часом абсурдних, болючих і нелогічних. Голод головного персонажа визначає загострене сприйняття навколишнього світу, при цьому він відчуває, не тільки болісний фізичний голод, а й голод духовний. Його мучить почуття самотності від того, що він не знаходить в оточуючих співчуття до своїх творчих прагнень. Так само, як його організм, виснажений тривалим голодуванням, відмовляється перетравлювати їжу, так і його свідомість не в силах встановити міцний контакт з оточуючими людьми, вийти з нещасливої ізоляції, на яку герой себе мимоволі прирікає, спробувати знайти хоч якусь спільну мову з таємничою незнайомкою «Ілаялі»}.
Водночас в розщепленій свідомості головного персонажа сприйняття подій навколишньої дійсності важливіше самих подій. Причини фізичних і душевних страждань героя начебто не мають соціальних причин. Герой «Голоду» не звинувачує суспільство в своїх стражданнях, всупереч всім негараздам і завдяки своєму таланту він не відчуває себе людиною з дна суспільства. Навпаки, він вважає себе істотою вищого порядку, що не потребує від будь-кого співчуття. Випробування, які випадають на його долю, є по суті ініціацією, вони занурюють молоду людину «в радісне божевілля голоду», викликаючи в ньому «якісь дивні, небувалі відчуття» і «найвитонченіші думки». Завдяки голоду герой існує в примарному світі, який втратив свої звичні обриси. Його настрої коливаються від стану дискомфорту і відчаю до екстатичного переживання повноти життя. Його багата уява химерно переломлює навіть похмурі будні в екзотичну фантазію.

## Переклади українською
Перший український переклад роману «Голоду» у 1899 році був опублікований у Львові у конволюті Українсько-руської спілки, без зазначення перекладача. У 1919 році у київському видавництві «Стерно» з'явився переклад твору зроблений Михайлом Катренком (М. С. Постолока). У 1928 році у харківському видавництві «Державне видавництво України» вийшла збірка творів Кнута Гамсуна, до якої увійшов роман «Голод» у перекладі Надії Суровцевої. У 2000 році «Голод» вийшов у львівському видавництві «Літопис», переклад з норвезької — Наталії Іваничук.
- Гамсун Кнут. «Голод» (роман). Переклад з норвезької: не вказано. Львів: Українсько-руська Видавнича Спілка. 1899. 192 стор. (серія «Белєтристична бібліотека»)[8] (переглянути у archive.org)
- Гамсун Кнут. «Голод». Переложив з норвезької: Михайло Катренко (М. С. Постолока). Київ: Стерно (Друкарня «Союзбанку»), 1919. 173 стор.

- (передрук) Гамсун Кнут. // Відлуння самотності: Кнут Гамсун та контекст українського модернізму / Упоряд. Ю. Ємець-Доброносова. Київ, Факт, 2003. — 472 с. ISBN 966-8408-25-X

-   - Голод. Переклад з норвезької: Михайло Катренко (М. С. Постолока); стор. 25–180
  - Пан. Переклад з норвезької: Леонід Пахаревський; стор. 181—280

- Гамсун Кнут. Вибрані твори у 2-ох томах Харків, Київ: ДВУ. 1928, 1930.
  - Том 1 «Голод», роман (Переклад з норвезької: Надія Суровцева), «Пан», роман (Переклад з норвезької: Леонід Пахаревський), «Вікторія», роман (Переклад з норвезької: Григорій Петренко). 1928 ? стор.
  - Том 2: Містерії, роман. Переклад з норвезької: Вікторія Гладка та Катерина Корякіна (за редакцією Я. Савченка). 1930. 239 стор.
- Гамсун Кнут. Вибрані твори. Переклад з норвезької: Наталя Іваничук. Львів: Видавництво «Літопис», 2000. — 396 стор. (Серія «Світова класика»). ISBN 966-7007-29-4 (переглянути у Chtyvo [Архівовано 22 серпня 2017 у Wayback Machine.])
  - Таємниця Кнута Гамсуна. Передмова Наталії Антонюк
  - Пан. Повість
  - Смерть Ґлана Оповідання
  - Вікторія. Повість
  - Голод. Повість

## Цікаві факти
Український письменник Михайло Бриних у другому томі «Шедеврів світової літератури» присвятив «Голоду» Кнута Гамсуна главу під назвою «Морфлот накормить».
В Оппейді, невеличкому селі у Норвегії було створено Центр імені Кнута Гамсуна. «Цей неперевершений витвір сучасної архітектури є чорною вежею з прикріпленими до неї в хаотичному порядку балконами, конструкція якої, якщо вірити моєму гідові, втілює основні ідеї „Голоду“ Гамсуна» (Майкл Бут, «Що не так зі скандинавами»)

## Екранізації
- Фільм «Голод[en]» (норв. Sult)) (Норвегія, Швеція, Данія, реж. Хеннінг Карлсен[en], 1966).
- Фільм «Голод»[en] (англ. Hunger) (США, реж. Марія Гізе[en], 2001)

## Подальше читання
Англійською
- Brynhildsvoll K. Between Early Literary Modernism and Contemporary Postmodernism: Jan Kjaerstad rewrites Knut Hamsun's Novel Hunger 100 Years Later // China Academic Journal. — 2005. — Вип. 3. — С. 54-60.
- Flanagan J. T. Knut Hamsun's Early Years in the Northwest // Minnesota History. — Minnesota Historical Society Press, 1939. — Т. 20, вип. 4. — С. 397-412.
- Humpal M. The Roots of Modernist Narrative: Knut Hamsun's novels. — Oslo : Solum Forlag, 1998. — 162 p. — ISBN 82-560-1178-5.
- Kittang A. Knut Hamsun's posthumous reputation (англ.) . Архів оригіналу за 14 липня 2014. Процитовано 12 липня 2014.
- Kittang A. Knut Hamsun's Sult: Psychological Deep Structures and Metapoetic Plot // Facets of European Modernism. — Norwich, 1985. — С. 295-308.
- Lyngstad S. Knut Hamsun, novelist: a critical assessment. — Peter Lang, 2005. — 394 p. — ISBN 0-8204-7433-9.
- McFarlane J. W. The Whisper of the Blood: A Study of Knut Hamsun's Early Novels // PMLA. — 1956. — Т. 71, вип. 4. — С. 563-594.
- Rossi R. The Everyday in Nordic Modernism: Knut Hamsun's "Sult" and Maria Jotuni's "Arkielämää" // Scandinavian Studies. — University of Illinois Press, 2010. — Т. 82, вип. 4. — С. 417-438.
- Sandberg M. Writing on the Wall: The Language of Advertising in Knut Hamsun's "Sult" // Scandinavian Studies. — University of Illinois Press, 1999. — Т. 71, вип. 3. — С. 265-296.
- Sollars M., Jennings A. L. The Facts on File companion to the world novel: 1900 to the presen. — Infobase Publishing, 2008. — Т. 2. — 948 p. — ISBN 978-0-8160-6233-1.

Українською
- Відлуння самотності: Кнут Гамсун та контекст українського модернізму / упоряд.: Ю. Ємець-Доброносова. — Київ : Факт, 2003.
- Галушко М. Художнє слово як сповідь: Роман Кнута Гамсуна «Голод» у процесі викладання зарубіжної літератури у ВНЗ // Вісник Черкаського університету. — 2013. — № 5.
- Буркут К. Книга Кнута Гамсуна «Голод»: до 130-ліття першого повного видання // Всесвіт. — 2020. — № 11-12.